# Cromosoma 22

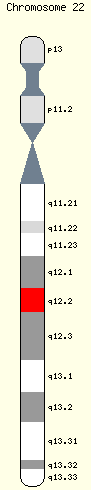
Cromátida del cromosoma 22.

El cromosoma 22 es uno de los 23 pares de cromosomas del cariotipo humano. La población posee, en condiciones normales, dos copias de este cromosoma, uno heredado de la madre y uno del padre durante la reproducción sexual. Normalmente hay dos copias de este cromosoma. La identificación de genes en cada uno de los cromosomas es obtenida por medio de diferentes métodos, lo que da lugar a pequeñas variaciones en el número de genes estimados en cada cromosoma, según el método utilizado. El cromosoma 22 es el segundo más pequeño de los cromosomas humanos, compuesto por alrededor de 49 millones de pares de bases, representando entre el 1,5 y 2 % del total de ADN celular. En 1999 se completó su secuencia, siendo el primer cromosoma humano en completarse.

## Genes

### Número de genes
| Base de datos | Genes codificantes de proteínas | ADN no codificante | Pseudogenes | Fecha      | Ref.               |
| ------------- | ------------------------------- | ------------------ | ----------- | ---------- | ------------------ |
| CCDS          | 421                             | --                 | --          | 26/10/2022 | [ 2 ]              |
| HGNC          | 427                             | 201                | 337         | 11/04/2025 | [ 5 ]              |
| Ensembl       | 495                             | 603                | 346         | 13/05/2024 | [ 6 ]              |
| UniProt       | 504                             | --                 | --          | 05/02/2025 | [ 7 ]              |
| NCBI          | 439                             | 341                | 377         | 23/08/2024 | [ 8 ] [ 9 ] [ 10 ] |

Los siguientes son algunos genes que se encuentran en el cromosoma 22:
- IGL@
- TBX1
- RTN4R
- COMT
- NEFH
- CHEK2[11]
- NF2
- SOX10
- APOL1
- EP300
- WNT7B
- SHANK3
- SULT4A1
- PARVB

### Brazo largo (q)
- KDELR3: Receptor 3 KDEL recuperador de proteínas del RE. (22q13.1)

## Enfermedades relacionadas
Las siguientes son algunas de las enfermedades relacionadas con el cromosoma 22:
- Esclerosis lateral amiotrófica
- Cáncer de mama
- Leucodistrofia metacromática
- Síndrome de deleción 22q11.2
- Síndrome deleción 22q13 o síndrome de Phelan-McDermid
- Síndrome de Li-Fraumeni
- Neurofibromatosis
- Síndrome de Rubinstein-Taybi
- Síndrome de Waardenburg
- Metahemoglobinemia
- Síndrome del ojo de gato.[12]